# Fauville-en-Caux
Fauville-en-Caux foi uma comuna francesa na região administrativa da Normandia, no departamento de Sena Marítimo. Estendia-se por uma área de 8,1 km². Em 2010 a comuna tinha 4 278 habitantes (densidade: 528,1 hab./km²).
Em 1 de janeiro de 2017, passou a formar parte da nova comuna de Terres-de-Caux.